# La Vengeance du serpent à plumes
La Vengeance du serpent à plumes (französisch für „die Rache der gefiederten Schlange“) ist eine französische Filmkomödie aus dem Jahr 1984. Bei diesem Film führte Gérard Oury Regie und in den Hauptrollen waren Coluche, Maruschka Detmers, Luis Rego und Josiane Balasko zu sehen.

## Produktion
Die Dreharbeiten zur Komödie wurden in Frankreich und Mexiko durchgeführt. Dabei entstanden unter anderem Außenaufnahmen in Paris sowie in Yucatán.
Die Bildaufnahmen wurden in einem Seitenverhältnis von 2.35:1 auf 35-mm-Film mit Kameras von Panavision aufgenommen.
In Frankreich wurde der Film am 28. November 1984 veröffentlicht.